# Graphic-Union
Graphic-Union – a Romániai Grafikai Munkaadók Szövetségének hivatalos lapja; különböző alcímekkel román–magyar–német nyelven 1921 és 1934 között (I–XIV. évfolyam) jelent meg váltakozó időszakokban Temesvárt, Kolozsvárt és Nagyváradon, aszerint, hol székelt a szervezet központja. Felelős szerkesztője 1921-től Dózsa Andor, 1925-ben Faragó Rezső, az 1933/9-es számtól Jávor József. A közlöny céljai közé tartozott a tagok közti kapcsolat fenntartása, a szakmai kérdések megvitatására alkalmas fórum biztosítása, közös érdekvédelem, valamint a nyomdatulajdonosokat érintő gazdasági kérdésekre vonatkozó adatszolgáltatás.
Széles körű profiljából kifolyólag gazdaság-, társadalom- és technikatörténetileg egyaránt értékesíthető forrásanyagot tartalmaz. Könyvgrafikai szempontból főként a nagyváradi időszak színes műmellékletei s az 1927 és 1930 között Temesvárt nyomtatott évfolyamok borítói érdemelnek figyelmet.